# هوارد جونيور براون
هوارد جونيور براون (بالإنجليزية: Howard Junior Brown)‏ هو ناشط حقوق إل جي بي تي أمريكي، ولد في 15 أبريل 1924 في بيوريا في الولايات المتحدة، وتوفي في 1 فبراير 1975.